# غراميات امرأة (فلم)
غراميات امرأة هو فيلم مصري عرض عام 1960، بطولة كمال الشناوي وسعاد حسني وسميرة أحمد وأحمد رمزي وعبد المنعم إبراهيم، ومن إخراج طلبة رضوان.

## قصة الفيلم
أحمد طبيب شاب يتردد على منزل خالته، ولا يشعر بأحاسيس أمينة ابنة خالته التي ينظر إليها كأخت، في نفس الوقت، فإنه يتعرف على فتاة في الأتوبيس فتتهمه أنه يعاكسها، مما يجعل الركاب يضربونه، وعندما يذهب أحمد إلى المستشفى يفاجأ أن نفس فتاة الأتوبيس هي حكمت الممرضة الجديدة، تنمو بينهما قصة حب، لكن هذه الفتاة لاهية، تحب شابًا آخر، يعشق النساء، ويضحك على الممرضة، ويفقدها عذريتها، يكتشف أحمد الطبيب أن الفتاة تخونه، وهو الذي تقدم لخطبتها، يصدم الطبيب بصدمة نفسية عنيفة في حكمت، ويتقرب إلى أمينة ابنة عمه التي تحبه، ويعلن خطبته عليها، لكن حكمت تسعى إلى التفرقة بين الحبيبين، وتذهب للإقامة في منزل أحمد، مما يسبب له مشاكل في الحي الشعبي الذي يعيش فيه، يكتشف أحمد الخداع التي تتسم به حكمت، وبعد مواجهة بين أمينة وحكمت تسقط هذه الأخيرة صريعة، وتصفو الأمور بين أحمد وأمينة.

## طاقم التمثيل
- كمال الشناوي: (مراد)
- سعاد حسني: (أمينة)
- سميرة أحمد: (حكمت)
- أحمد رمزي: (أحمد)
- عبد المنعم إبراهيم: (لبيب)
- فردوس محمد: (والدة أحمد)
- محمد توفيق: (عتريس)
- عدلي كاسب: (سيد)
- سامية رشدي: (خالة حكمت)
- سعيد خليل: (كبير الأطباء)
- ليلى فهمي
- فتحية شاهين: (سعاد - كبيرة الممرضات)
- عبد المنعم إسماعيل: (الحاج طه)
- عواطف يسري: (عواطف - ممرضة)
- نادية حبيب: (الطفلة هدى)
- ميمي جمال: (فتاة الرقصة)
- عبد الخالق صالح: (والد مراد)
- محمد نبيه: (البقال)
- عبد الحميد بدوي: (عبد الخالق الخولي)
- عباس الدالي: (الدخاخني)
- عبد العظيم كامل: (طبيب)
- جمعة إدريس: (البواب)
- فتحية علي: (الجارة)
- حسين إسماعيل: (عويس الغفير)
- محمد شوقي: (راكب الأوتوبيس)
- علي عرابي: (راكب الأوتوبيس)
- علي المعاون: (رجل المشاجرة)
- سميحة محمد: (الجارة)

## فريق العمل
- إخراج: طلبة رضوان
- قصة وسيناريو: طلبة رضوان
- حوار: عبد المنعم مدبولي
- مدير التصوير: برونو سالفي
- مونتاج: حسين أحمد
- موسيقى تصويرية: إبراهيم حجاج
- إنتاج: الفيلم العربي (حلمي حليم)
- توزيع: الشرق لتوزيع الأفلام

## روابط خارجية
- مقالات تستعمل روابط فنية بلا صلة مع ويكي بيانات